# كأس السوبر الآسيوي 1997
كأس السوبر الآسيوي 1997 هي بطولة كأس السوبر الآسيوي الثالثة، لعبت المبارة بين بوهانغ ستيلرز الكوري الجنوبي الفائز في بطولة الأندية الآسيوية والهلال السعودي بطل كأس الكؤوس الآسيوية 1997.

## المبارة
| الفريق الأول | إجم.  | الفريق الثاني | مباراة الذهاب | مباراة الإياب |
| ------------ | ----- | ------------- | ------------- | ------------- |
| الهلال       | 2 - 1 | بوهانغ ستيلرز | 1–0           | 1–1           |

### المباراة الأولى
| الهلال | 1 – 0 | بوهانغ ستيلرز |
| ------ | ----- | ------------- |
|        |       |               |

### المباراة الثانية
| بوهانغ ستيلرز | 1 – 1 | الهلال |
| ------------- | ----- | ------ |
|               |       |        |

## البطل
| بطل كأس السوبر الآسيوي 1997 نادي الهلال |
| --------------------------------------- |
| · السعودية · للمرة الأولى               |